# Momentaufnahme

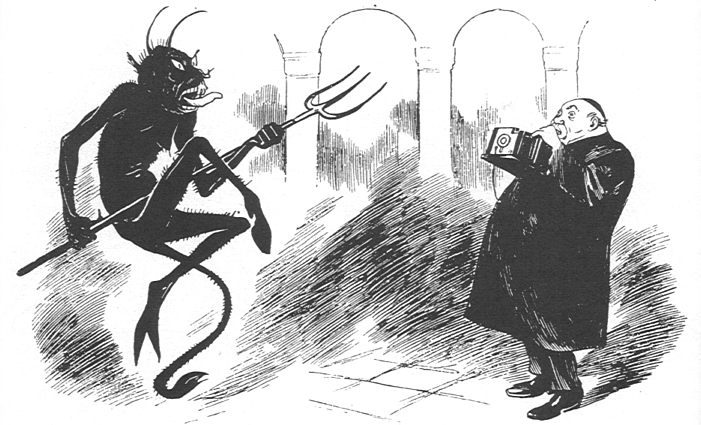
Ein guter Gedanke: Dass ich daran nicht früher gedacht habe! Mit einer einzigen guten Momentaufnahme kann man die ganze Aufklärung umschmeißen! (Aus dem Simplicissimus)

Als Momentaufnahme bezeichnet man allgemein das Festhalten einer kurzen Zeitspanne, eines Augenblicks oder eines (besonderen) Moments, beispielsweise im Gedächtnis oder durch Verfassen von Literatur. In diesem Sinne soll Heinrich Böll gesagt haben: „Ich bin ein Clown, und sammle Momente“.

## Bedeutung in der Fotografie
In der Fotografie ist die Momentaufnahme ein historischer Begriff für kurze Belichtungszeiten. So ermöglicht die Belichtungszeit von 1/30 Sekunde oder kürzer in der Regel eine Aufnahme aus ruhiger Hand, ohne ein besonderes Stillhalten des Motives notwendig zu machen. Sehr einfache Kameras hatten oft nur einen Verschluss mit den beiden Einstellungen „B“ für manuelle Langzeitbelichtungen und „M“ für die Momentaufnahme.